# Papyrus 85
Papyrus 85 (nach Gregory-Aland mit Sigel '{\displaystyle {\mathfrak {P}}}85 bezeichnet) ist eine frühe griechische Abschrift des Neuen Testaments. Dieses Papyrusmanuskript enthält einige Teile der Offenbarung des Johannes. Der verbleibende Text umfasst die Verse 9,19–10,2.5–9. Mittels Paläographie wurde er auf das 4. oder 5. Jahrhundert datiert.
Der griechische Text des Kodex repräsentiert wahrscheinlich den Alexandrinischen Texttyp. Aland ordnete ihn wegen seines Alters in Kategorie II ein.
Die Handschrift befindet sich in der Bibliothèque nationale et universitaire unter der Signatur P. Gr. 1028 in Strasbourg.